# Elecciones estatales de Aguascalientes de 1980
Las elecciones estatales de Aguascalientes de 1980 se realizaron el domingo 3 de agosto de 1980 y en ellas se renovaron los siguientes cargos de elección popular del estado mexicano de Aguascalientes:
- Gobernador de Aguascalientes. Titular del Poder Ejecutivo del estado, electo para un periodo de seis años, sin derecho a reelección. El candidato electo fue Rodolfo Landeros Gallegos.
- 16 diputados del Congreso del Estado. 12 electos por mayoría relativa y 4 designados mediante representación proporcional para integrar la LI Legislatura.
- 9 ayuntamientos. Compuestos por un presidente municipal y sus regidores, electos para un periodo de tres años.

## Resultados

### Gobernador
|  | 73.85 % |

|  | 7.42 % |

|  | 2.62 % |

|  | 1.59 % |

|  | 1.05 % |

|  | 1.00 % |

|  | 0.58 % |

|  | 88.16 % |

|  | 11.84 % |

### Congreso del Estado de Aguascalientes
|  | 82.47 % |

|  | 8.08 % |

|  | 3.10 % |

|  | 1.71 % |

|  | 1.24 % |

|  | 1.22 % |

|  | 0.60 % |

|  | 11.89 % |

|  | 100 % |

### Ayuntamientos
|  | 81.90 % |

|  | 8.28 % |

|  | 3.34 % |

|  | 1.73 % |

|  | 1.22 % |

|  | 1.18 % |

|  | 0.10 % |

|  | 97.78 % |

|  | 2.22 % |